# Église Saint-Martin d'Alvaredo
L’église Saint-Martin (portugais : Igreja de São Martinho) est située dans la freguesia d'Alvaredo, municipalité de Melgaço au Portugal.
Elle a été construite au XIXe siècle et consacrée à Saint-Martin.